# アメリカ合衆国の救助隊
アメリカ合衆国における救助隊（英：Search and rescue in the United States）は消防・警察・救急機関によって組織されている。

## 都市型捜索救助隊
緊急事態管理庁（FEMA）によって管理される救助隊であり、USARまたはUS&Rと略される。各州で組織されたタスクフォースがあり、ハリケーンなどの自然災害によって被災された地域で活動する。また、ガス爆発やテロ攻撃などの被災地でも活動する。
1989年ロマプリエータ地震の教訓から都市型捜索救助システムが運用された。また、東日本大震災にも出動し、被災地で捜索救助活動を行った。

### 役割
救急活動なども行うため、タスクフォースに所属するのはレスキュー隊員だけでなく救急隊員や指揮官などがいる。
- 瓦礫や倒壊した建物で捜索救助
- 閉じ込められた被災者への救急医療提供
- 救助犬を用いた捜索及び救助
- 被災地での危険物の管理
- 損傷した建築物の安定化（ショアリング・クリビング技術等を用いて崩壊のリスクを抑える）

### FEMA USARタスクフォース
連邦緊急事態管理庁に指定された連邦レベルのタスクフォース。消防職員を中心とした救助・エンジニア隊員のほか、医療専門家、構造専門家等のボランティア隊員で構成される。災害出動は被災地に近い3つのタスクフォースによって行われる。出動指令から６時間以内に出発し、７２時間以上は自隊の装備だけで活動を行うこととされている。消防車での移動は稀で大型トレーラーやバスなどを使用するケースが多い。
全米で28チームがあり、そのほとんどが消防機関であるが、その内2チームは警察によって組織されている（ニューヨーク市警察とニュージャージー州警察）。
また、日本の緊急消防援助隊と似ているが、海外で発生した災害に派遣されることもある。

### Regional USARタスクフォース
州レベルのタスクフォース。救助チームを中心として30名以下で編成されている。

## 消防の救助隊
日本の消防救助隊と同様に多くの消防がレスキュー隊を保有している。日本のような各署に1隊ではなく、全体で1隊または2隊といった少数の救助小隊のみである場合が多い。理由として、アメリカの消防車（主にはしご車）には資機材収納部が多く油圧救助機材等を積載することによって、交通事故救助などはレスキュー隊がいない場合でも消防隊だけで対応できる消防局がほとんどだからである。ニューヨーク市消防局では5隊、シカゴ市消防局では4隊などと大都市を管轄する消防機関でも専任の救助隊は少数である。小規模消防では、専任救助隊を保有せずポンプ車に救助資機材を積載して救助兼任消防隊であったり、危険物処理班や消防隊と兼務されていたりするなどしている。

## 警察の救助隊
ニューヨーク市警察のESUなど、救助隊を保有している警察もある。多くの場合はSWAT隊員と兼務されている。

## 救助車両
多くの救助隊はレスキュー車（日本の救助工作車に相当）を使用しており、日本の救助工作車とは異なりクレーンを装備している車両は極少数である。多くの救助資機材を塔積載しているため、ローリングツールボックス（車輪付きの道具箱）と呼ばれることがある。ほとんどは、ポンプ付やウォークインと呼ばれる資機材積載部の後方にドアがありそこから車内にアクセスできるタイプ（日本ではバス型救助工作車と呼ばれる）か、ウォークアラウンドと呼ばれる全面が資機材積載部または後方に乗降用階段がある車両である。稀な例として、クレーンを装備していたり、作戦指揮室付、カスタムボディー（日本のキャブバス型救助工作車に相当）、トレーラータイプの車両なども存在する。消防車両の規定を定めるNFPA1901では特別サービス消防車と分類される（ただし、Rescue Pumperは消防ポンプ車と分類されるものも多い）。前述の通り、アメリカにおける救助車両は特別サービス消防車と一括されており、下記の分類に明確な規定はなく、各消防部局や艤装メーカーのよって定められているものである。
小型救助車（Light Rescue）
ピックアップトラックなどをベースとした車両で、主に小規模な消防部局や救急部局に配備されている。ニューヨーク市警のESUも小型救助車を多く配備している。
中型救助車（Medium Rescue）
商用シャーシトラックなどがベースとなっているレスキュー車で、救助資機材搬送車などとして使用されているケースが多い。
大型救助車（Heavy Rescue）
消防車専用シャーシをベースとした大型のレスキュー車で、多くの資機材を積載している。デトロイト市消防局で使用されているような小型な車両から、3軸の大型車両やトレーラーなどの様々な車両が存在する。小規模消防でも、救助事案に使用できるように大型救助車が配備されることが多くある。
ポンプ付救助車（Wet Rescue）
上記の救助車に小型のポンプを備えた車両のことを指す。
救助機能付きポンプ車（Rescue Pumper / Pumper Rescue）
消防ポンプ車に救助資機材を搭載した車両のこと指す。多目的車両を配備する傾向の多い小規模消防部局に配備されることも多い。ニューヨーク市消防局の機動小隊はこの車両を使用する。

### 車両の無線呼称名
車両のコールサインは消防部局によってさまざまで、統一されていない。
ニューヨーク市消防局などでは、大型救助車を運用する隊を「レスキュー（Rescue）」と呼び、救助資機材搭載ポンプ車と中型救助車を運用する隊を「スクワッド（Squad）」と分類してる。
シカゴ市消防局などでは、大型救助車を運用する隊を「スクワッド（Squad）」と呼称する。
ロサンゼルス市消防局などでは、大型救助車を運用する隊を「USAR」と呼称し、レスキュー隊がそのものが都市型捜索救助隊を兼任している。USAR呼称はカリフォルニア州で多く見受けられる。
なお、RescueやSquadなどを救急車の呼称に割り当てている消防部局・救急部局もある。

## レスキュー隊（アメリカ）が登場する作品
- シカゴ・ファイア（2012-現在） - シカゴ消防局の架空のレスキュー第3小隊が描かれている。
- ジェリコ 閉ざされた町（2006） - 都市型捜索救助隊が使用する情報マークが登場する。